# 南方鰍鮀
南方鰍鮀（学名：Gobiobotia meridionalis），異名南方長鬚鰍鮀（Gobiobotia longibarba meridionalis），是为輻鰭魚綱鯉形目鲤科鰍鮀屬的其中一種鱼类，是中国的特有物种。分布于中國西洋江 、珠江水系、长江水系等，多生活棲息于水体底层水域。该物种的模式产地在广西桂林、贵县、融安、广东连县、阳山、英德。